# 楊欣
楊 欣（ようきん、? - 咸寧4年（278年））は、中国三国時代から西晋の武将。涼州天水郡の出身。魏・西晋に仕えた。

## 生涯
景元4年（263年）、魏の金城太守の官にあり、鄧艾に従って蜀漢征伐に参戦。姜維軍を包囲すべく鄧艾の命で西方の羌族の地域である甘松に進軍し、江由に迫った功績で領兵30名が封爵されるなど、蜀漢の滅亡に貢献した。
蜀滅亡後の咸熙元年（264年）には益州の犍為太守に転任。泰始6年（270年）に羅憲が亡くなると巴東監軍を引き継いだ。
泰始8年（272年）、西晋の時代には涼州刺史の官にあった。刺史の任官中、姉の訃報により喪に服する間に、車騎将軍府長史の韓預が強引にその娘を娶って妻とする事件があった。また敦煌郡功曹の宋質が独断で、議郎の令狐豊を太守に戴いたのでこれを攻撃したが、撃ち破られた。
咸寧2年（276年）、令狐豊が没し、弟の令狐宏が後を継いだ。楊欣は改めて令狐宏を攻撃し、これを斬った。咸寧4年（278年）6月、司馬駿が不在であることに乗じて、若羅抜能率いる鮮卑と武威郡（姑臧県から西北の刪丹嶺）で交戦したが、力及ばず敗死した。これより先、司馬督の馬隆は「楊欣は羌戎との和を失っており、きっと敗れるでしょう」と上言していた。

## 三国志演義
小説『三国志演義』では第116回に登場する。史実と同じく蜀征伐に参加している。別働隊として甘松の蜀軍陣地を焼き払うが、姜維が慌てて駆けつけると矛を交えることもなく逃げ出している。その後、彊川で姜維と一騎討ちをするが、1合交えただけでやはり逃げ出す。後を追ってきた姜維が落馬したのを見ると、馬首を返してとどめを刺そうとするが、姜維の槍により馬を刺され自身も落馬してしまい、兵たちによって辛うじて救い出された。